# Luigi I di Blois-Châtillon
Luigi di Blois-Châtillon in francese: Louis Ier de Blois-Châtillon (1315 circa – Crécy-en-Ponthieu, 26 agosto 1346) fu Conte di Blois di Dunois e di Soissons e Signore d'Avesnes, di Chimay, di Guise, di Nouvion, dal 1342 alla sua morte.

## Origine
Luigi, secondo sia il Dictionnaire de la noblesse che la Histoire de la maison de Chastillon-sur-Marne, era il figlio primogenito del Conte di Blois e di Dunois e Signore d'Avesnes, di Trélon, di Guise, Guido I di Blois-Châtillon e di Margherita di Valois, che, secondo il Chronicon Guillelmi de Nangiaco, era figlia del conte di Valois, Conte di Angiò e del Maine, conte d'Alençon e conte di Chartres, Carlo di Valois, e della prima moglie, la Contessa di Angiò e del Maine, Margherita (citata col nome della seconda moglie), figlia secondogenita (prima femmina) di Carlo II d'Angiò, detto lo Zoppo, principe di Salerno e futuro conte d'Angiò e del Maine, conte di Provenza e Forcalquier, re di Napoli e re titolare di Sicilia, principe di Taranto, re d'Albania, principe d'Acaia e re titolare di Gerusalemme, e di Maria d'Ungheria (1257 ca. – 25 marzo 1323).
Guido I di Blois-Châtillon, secondo sia il Dictionnaire de la noblesse che la Histoire de la maison de Chastillon-sur-Marne, era il figlio primogenito del conte di Saint-Pol, Conte di Blois e di Dunois, Ugo II e di Beatrice di Fiandra, figlia del Conte di Fiandra e Marchese di Namur, Guido di Dampierre, e della contessa di Namur, Isabella di Lussemburgo, come conferma la Histoire ecclésiastique et civile du duché de Luxembourg et comté ..., Volume 5.

## Biografia
Suo fratello Carlo aveva sposato Giovanna di Penthièvre, figlia di Guido, conte di Penthièvre, secondogenito del duca di Bretagna, Arturo II.
Alla morte dello zio della moglie, il duca di Bretagna Giovanni III, primogenito e successore di Arturo II, Carlo di Blois entrò in lotta per la successione con Giovanni di Montfort, nato dal secondo matrimonio di Arturo II con Iolanda di Dreux: nel 1341 i pari di Francia assegnarono a Carlo il ducato, ma Giovanni non accettò la decisione e diede inizio a una guerra per la successione che si innestò in quella dei cent'anni (Carlo era appoggiato dallo zio, il re di Francia, Filippo VI di Valois, Giovanni dal re d'Inghilterra, Edoardo III Plantageneto).
 Luigi si schierò a fianco del fratello, partecipando alla conquista di Nantes.
Secondo il Dictionnaire de la noblesse, suo padre, Guido, morì nel 1342, mentre la Histoire de la maison de Chastillon-sur-Marne, precisa anche il giorno: 12 agosto; Guido fu inumato nella Abbaye de la Guiche, Coulanges (Loir-et-Cher) e gli succedette Luigi, il figlio primogenito.
Nel corso della Guerra dei cent'anni, Luigi fu al servizio dello zio, il re di Francia, Filippo VI di Valois e fu presente alla Battaglia di Crécy, dove i francesi subirono una dura sconfitta.

Luigi, morì a Crécy, nel corso della battaglia, dove si batté con onore, fu inumato all'Abbaye de la Guiche, Coulanges (Loir-et-Cher).
Gli succedette il figlio primogenito, Luigi, come Luigi II, con la reggenza della madre, Giovanna di Beaumont.

## Matrimonio e discendenza
Luigi, secondo sia il Dictionnaire de la noblesse che la Histoire de la maison de Chastillon-sur-Marne, aveva sposato Giovanna di Beaumont, che era l'unica figlia ed erede di Giovanni, conte di Beaumont (figlio del Conte di Hainaut e conte d'Olanda e di Zelanda, Giovanni I di Hainaut e della moglie Adelaide d'Olanda) e della contessa di Soissons, Marguerite di Nesle.
Luigi da Giovanna ebbe tre figli:
- Luigi († 1372), Conte di Blois[11][15]
- Giovanni († 1381), Conte di Blois[11][15]
- Guido († 1397), Conte di Blois[11][15].

### Fonti primarie
- (LA)  Chronologia Johannes de Bek.
- (LA)  Recueil des historiens des Gaules et de la France. Tome 20.

### Letteratura storiografica
- (FR)  Histoire ecclésiastique et civile du duché de Luxembourg et comté ..., Volume 5.
- (FR)  Dictionnaire de la noblesse.
- (FR)  Histoire de la maison de Chastillon-sur-Marne.
- (FR)  Histoire généalogique de la maison royale de Dreux (Paris), Luxembourg.